# Ралли «Дакар-1982»
Ралли Дакар 1982 — 4-е соревнование трансконтинентального марафона. 1 января участники стартовали в Париже, и после 17 этапов финишировали 20 января 1982 года в Дакаре. Маршрут ралли составил порядка 10 тысяч километров. В зачёте автомобилей победил французский экипаж братьев Клода и Бернара Моро на специально подготовленном Renault 20 Turbo 4x4, принеся единственную на пока победу для Renault в марафоне. Второе место занял экипаж Жан-Клода Бривуана и Андре Делье на прототипе LADA Niva.